# Kari Raivio
Kari Olavi Raivio, född 27 maj 1940 i Tyrvis, är en finländsk läkare – specialist i pediatrik och neonatologi – och universitetsman.
Raivio blev medicine och kirurgie doktor 1969. Åren 1982–2003 verkade han som överläkare vid Barnkliniken vid Helsingfors universitetscentralsjukhus. Inom samma period innehade han även en extra ordinarie personlig professur i perinatologi vid Helsingfors universitet. Vidare har han tjänstgjort som dekanus vid medicinska fakulteten 1995–1996, som universitetets rektor 1996–2003 och som dess kansler från och med 2003.
Raivios vetenskapliga arbeten gäller neonatologi, ärftliga sjukdomar och syremetabolismen. Han var chefredaktör för tidskriften Duodecim 1980–1987 och ordförande för finska läkarföreningen Duodecim 1993–1995. 1992–1994 verkade han som president för European association for perinatal medicine och 1994–1997 som ordförande i styrelsen för Finska kulturfonden. För sina insatser har Raivio erhållit ett flertal nationella och internationella pris samt valts till hedersmedlem i medicinska samfund både i hemlandet och utomlands. År 1987 utnämndes han till ledamot av Finska Vetenskapsakademien.

## Utmärkelser
- Kommendörstecknet av Finlands Lejons orden,  6 december 1995[2]
- Kommendörstecknet av I klass av Finlands Vita Ros’ orden,  6 december 2001[2]
- Kommendör av Portugals förtjänstorden,  24 oktober 2002[3]
- Storkorset av Finlands Lejons orden,  6 december 2011[2]
- Riddartecknet av I klass av Finlands Vita Ros’ orden[4]

[Redigera Wikidata]

### Uppslagsverk
- Raivio, Kari i Uppslagsverket Finland (webbupplaga, 2012). CC-BY-SA 4.0